# Lagoa Alegre
Lagoa Alegre é um município brasileiro do estado do Piauí.

## História
Lagoa Alegre é desmembrado do município de União, passou a ser cidade em 29 de abril de 1992.

## Geografia
Localiza-se a 86 km de Teresina, latitude 04º30'56" sul e a uma longitude 42º37'29" oeste, estando a uma altitude de 106 metros. Sua população estimada em 2018 é de 8.504 habitantes.
Algumas localidades: Salobro, Boa Esperança, Poço de Pedra, Poços do Gaspar, Nova Vista, Poços d'Água, Cacimba de Dentro, Terra Preta, Boa Água, Barra Branca, Malhada Vermelha e Vinagreira.
Bairros: Centro, São José, Piçarreira, Novo Milênio, Canaã.
Padroeira: Santa Luzia (13/12).
Os principais pontos turísticos são a própria Lagoa Alegre, localizada na zona urbana da cidade, a Barragem do Átila, na localidade Nova Vista, o Riacho do Jacaré, com tanques rochosos e o Rio Riachão, que atravessa a zona rural de Lagoa Alegre e deságua no Rio Marataoan, afluente do Rio Longá.

### Localização
Se localiza, mais especificamente, na microrregião de Teresina, na mesorregião do Centro-Norte piauiense. Faz parte da Grande Teresina, uma Região Integrada de Desenvolvimento Econômico, semelhante a uma metrópole. O acesso à cidade se dá pela rodovia PI-112 (via União), pela PI-366 (via José de Freitas) e ainda pela PI-339 (via Povoado Vinagreira - não asfaltado).

### Limítrofes
Os limítrofes de Lagoa Alegre são:
Norte: Miguel Alves e Cabeceiras do PI
Sul: José de Freitas.
Oeste: União